# Bon-Adrien Jeannot de Moncey
Bon Adrien Jeannott de Moncey, Duque de Conégliano (Palise, cerca de Besançon, Francia, 31 de julio de 1754-París, Id., 20 de abril de 1842), militar francés al servicio de la Francia napoleónica, nombrado Mariscal del Imperio en 1804.

## Vida
A los quince años, y contra la opinión de su padre, ingresó en el ejército. En 1791, con más de veinte años en la carrera militar, sólo había obtenido el grado de capitán.
En 1793 durante la Guerra del Rosellón mandaba un batallón de cazadores en el frente occidental de los Pirineos. Ascendió a general de división, y como tal dirigió el mando general del frente a partir de 1794. Invadió territorio español penetrando por Navarra y el País Vasco, con lo que obligó al gobierno de Carlos IV de España a aceptar la Paz de Basilea.
Durante el Directorio fue separado del mando, pero, llamado por Napoleón, colaboró en el golpe de Estado del 18 de brumario.
En Italia luchó contra el ejército austriaco al mando de 20 000 soldados, logrando algunas victorias. Al regresar a Francia fue nombrado inspector general de la gendarmería. En 1804 fue ascendido a mariscal del Imperio; cuatro años después se le concedió el título de Duque de Conégliano.
Destinado a España, el 10 de marzo de 1808 tomó la fortaleza de Santa Engracia y a continuación participó en el segundo sitio de Zaragoza y logró la capitulación de la ciudad. No tuvo el mismo éxito en Valencia, fracasando ante la decidida actuación de Saint-Marcq.
Cuando Napoleón abdicó, fue nombrado Par de Francia por Luis XVIII. En 1823 volvió a España al mando de una parte del ejército de los Cien Mil Hijos de San Luis. Durante el reinado de Luis Felipe I de Orleans, fue gobernador del Hotel de los Inválidos. Allí recibió, en 1840, los restos de Napoleón, trasladados desde la Isla de Santa Elena. Dos años después murió en París.